# Peter Joch

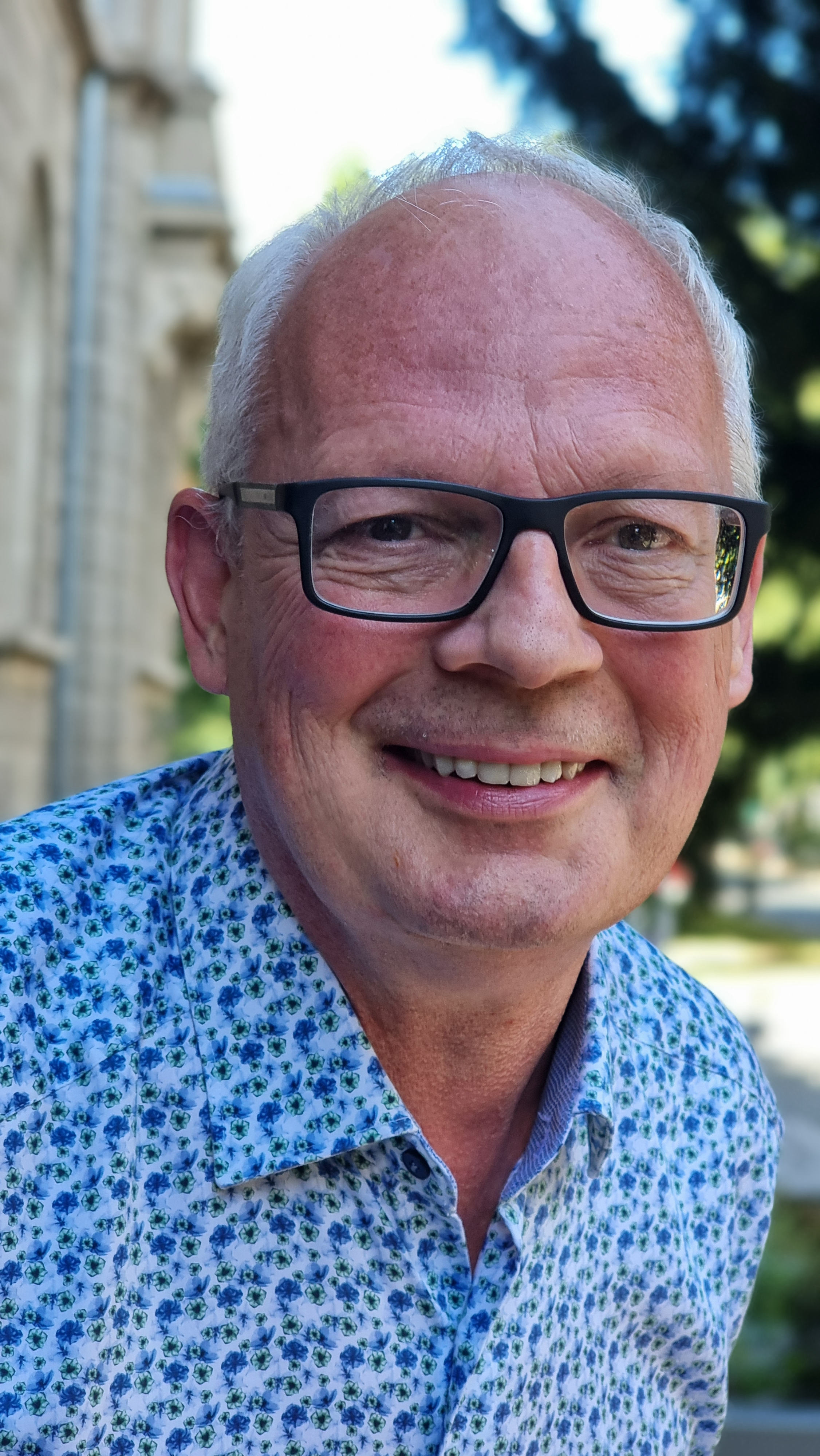
Peter Joch (2024)

Peter Joch (geboren 1962 in Krefeld) ist ein deutscher Kunsthistoriker und Museumsdirektor.

## Leben
Joch studierte Kunstgeschichte und Germanistik in Aachen, Berlin, Florenz und Rom. Er war Stipendiat der Studienstiftung des deutschen Volkes. 1998 wurde er an der RWTH Aachen mit einer Arbeit zu Nicolas Poussin promoviert. Von 2001 bis Ende 2013 war Joch Direktor der Kunsthalle Darmstadt. 2013 wurde bekannt, dass der SAP-Mitbegründer Hasso Plattner Joch für sein Stiftermuseum Palast Barberini in Potsdam als Direktor engagiert. Bereits im Februar 2015 verließ Joch dieses in Gründung befindliche Haus wieder. Ende Oktober 2016 teilte die Stadt Braunschweig mit, dass Joch der designierte neue Direktor des Städtischen Museums Braunschweig sei. Er hat sein Amt am 1. Februar 2017 angetreten.

## Veröffentlichungen
Veröffentlicht hat Joch u. a. zum französischen Klassizismus, zur Landschaftsmalerei des 19. Jahrhunderts, zur Geschichte des Ausstellungswesens und zur zeitgenössischen Kunst arabischer Länder, zur koreanischen Minjung-Kunst, zur Tradition des Readymade und zum Werk von Ernst Ludwig Kirchner. Er publizierte eine Vielzahl von Katalogen zu Themenausstellungen wie „Baby Body - das Motiv Säugling in der zeitgenössischen Kunst“ (2007), „Märchen Kunst“ (2010), „about blank - der leere raum oder das verschwinden der dinge“ (2012/2013) oder „bauhaus und neues sehen“ (2013).